# Синалоанска кралска змия
Синалоанската кралска змия (Lampropeltis triangulum sinaloae), по-известна като Синалойска млечна змия, е подвид на Млечната змия (L. triangulum) и роднина на Кралската змия (L. getula). И двете змии, заедно с още 12 вида, принадлежат към род Кралски змии (Lampropeltis). Кралските змии могат да бъдат намерени в континентите Северна и Южна Америка и обитават всички видове среди от пустини до блата, земеделски земи, гори и пасища, а също така и скалните подножия на Андите.

## Описание
Тялото на Синалоанската змия е предимно кървавочервено с няколко отделни черни пръстена, разделени по средата с бяла лента на две. Към опашката, разстоянието между лентите намалява. Главата е черна с тънка жълтеникава или кремава лента точно зад очите в горната част на главата. Коремът е жълтеникав или кремаво бял. Напълно порасналите възрастни може да достигнат на дължина до около 90-122 cm, а в някои редки случаи, и повече. Подобно на другите млечни змии, Синалоанската млечна змия е много пъргава.

## Разпространение и местообитание
Обитават сухи и скалисти полу-пустинни райони в югозападната част на Сонора, Синалоа и югозападната част на Чиуауа, Мексико. Те често се срещат през деня под редки скали, в скални пукнатини или под кактуси.
В периода от ноември до февруари, когато температурите паднат значително, изпадат в т. нар. бруминация.

## Размножаване
Размножителният период е от началото на май до края на юни, понякога два пъти на година. Женската снася средно от 5 до 15 продълговати яйца под някое изнило дърво, дъски, скали или гниеща растителност. Яйцата се излюпват след около 60 дни.

## Хранене
Подобно на другите млечни змии, Синалойските змии са нощни и ловуват след залез слънце и през нощта. Те се хранят с яйца и различни животни, като гризачи, птици, влечуги, земноводни и безгръбначни. Независимо от това диетата на възрастна млечна змия предимно се състои от гризачи.